# Tumor de Warthin
El tumor de Warthin, también conocido como cistadenoma papilar linfomatoso benigno, es un tipo de tumor benigno de las glándulas salivales. La causa de aparición es aún desconocida, aunque se ha demostrado una fuerte asociación con el fumar cigarrillos, pues una persona fumadora tiene 8 veces más riesgo de desarrollar un tumor de Warthin que el resto de la población general.

## Epidemiología
Aunque es menos frecuente que los adenomas pleomórficos, el tumor de Warthin es la segunda forma más común de tumor benigno de la parótida. Es mucho más común en adultos entre los 60 y 70 años de edad y se está empezando a ver una leve predilección femenina en los estudios más recientes, aunque en el pasado se ha asociado con una mayor incidencia entre hombres que mujeres. Este cambio puede que se deba a una mayor frecuencia de tabaquismo en mujeres. Entre un 5 - 14% de los casos, el tumor de Warthin es bilateral, pero las dos masas usualmente aparecen en diferentes momentos.

## Etiología
Se ha demostrado la existencia de factores ambientales y genéticos que contribuyen a una mayor probabilidad de aparición de los tumores benignos de Warthin, aunque el proceso de aparición no está aún claro. Algunos especulan que el tabaco y el virus del papiloma humano desencadenan su formación. El estar expuesto a la radiación, por ejemplo, está enlazado con la aparición de estos tumores.

## Cuadro clínico
La glándula que más comúnmente se ve afectada es la parótida. El tumor es de crecimiento lento, raramente doloroso y por lo general aparece en la cola de la glándula parótida, cerca del ángulo de la mandíbula. 

## Histología
Macroscópicamente, el tumor de Warthin es una masa blanda en la glándula parótida, bien enmarcada y contiene múltiples quistes.
Bajo el microscopio, el tumor de Warthin tiene una apariencia muy característica. Se ven los espacios quísticos rodeados por dos hileras uniformes de células acinares con núcleos centrales y picnóticos. Estos espacios quísticos tienen epitelio que lleva el nombre de proyecciones papilares que protruyen hacia los espacios quísticos. El epitelio en cuestión está compuesto en parte por un rico estroma linfoide con formación germinal en el centro.

## Tratamiento
La mayoría de los tumores de Warthin son intervenidos quirúrgicamente. La recurrencia es muy infrecuente, apareciendo entre un 6-12% de los casos. El tumor de Warthin tiene una muy remota posibilidad de que se torne maligno. Ocasionalmente puede estar presente junto con un adenoma pleomórfico o incluso junto a un carcinoma epidermoide.

## Imágenes adicionales

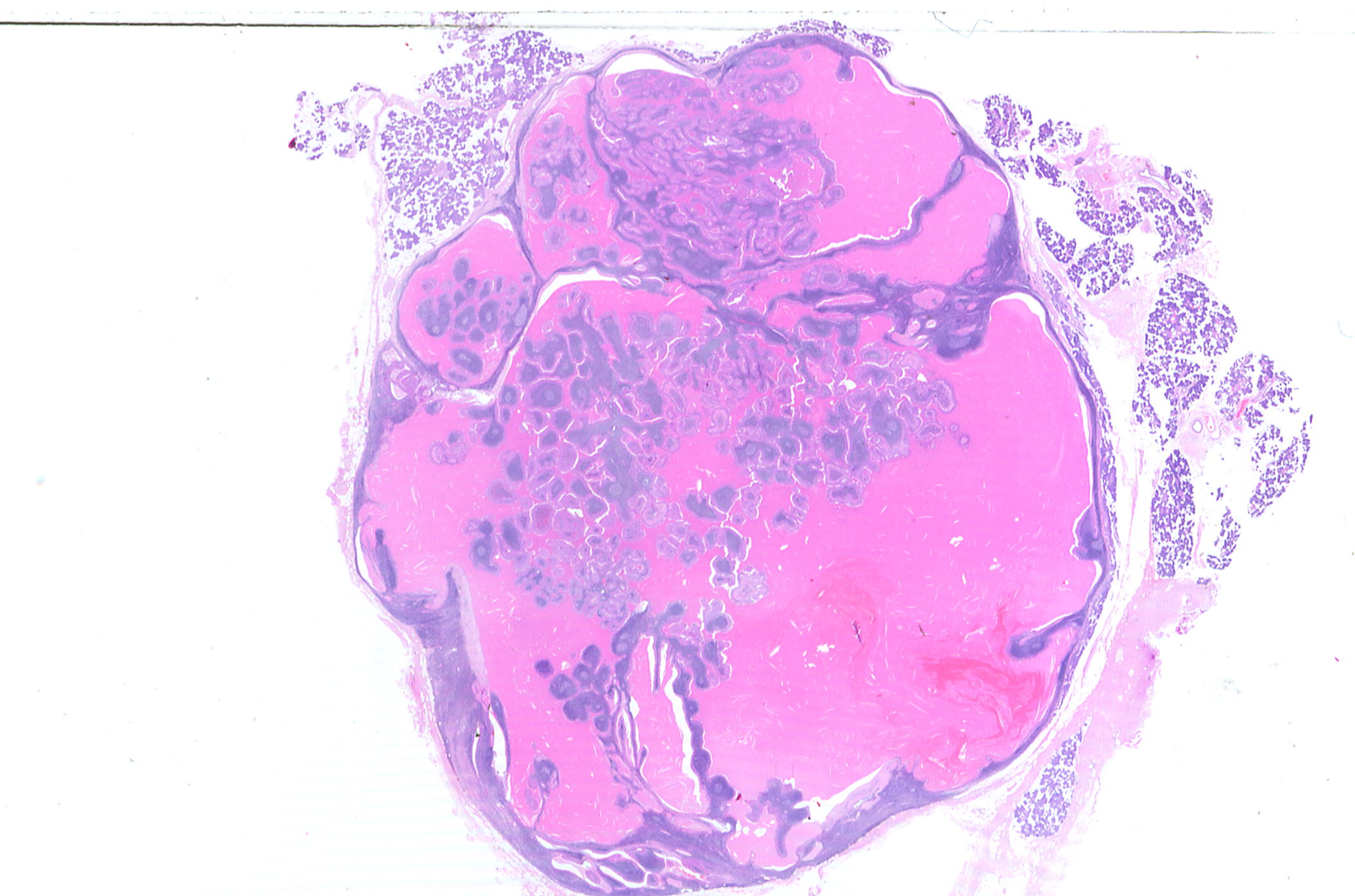
Cistoadenolinfoma (tumor de Warthin) de una parótida.
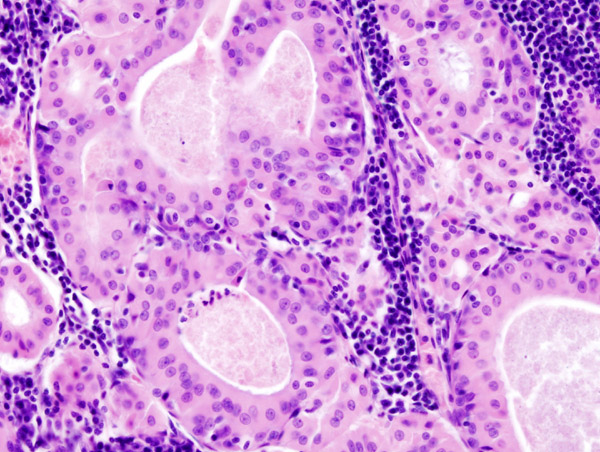
Histopatología del tumor de Warthin en la glándula parótida.
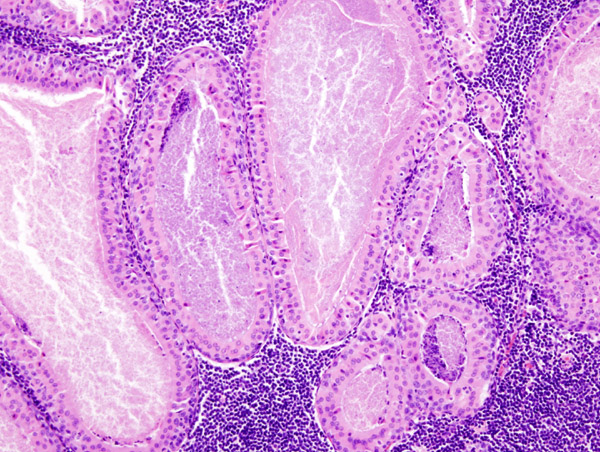
Otra vista de la imagen anterior.
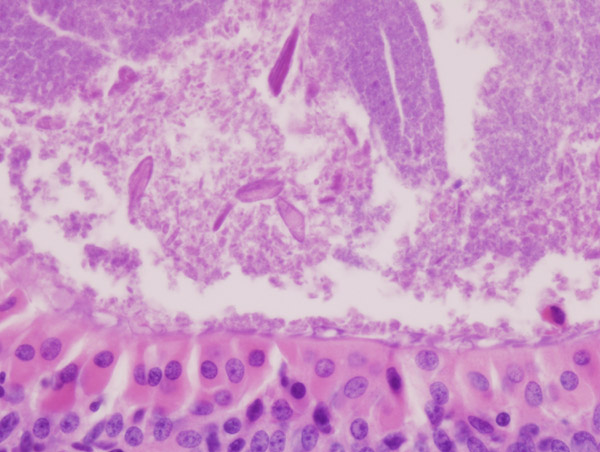
Mayor magnificación de la imagen anterior.